# Bodungen (Adelsgeschlecht)

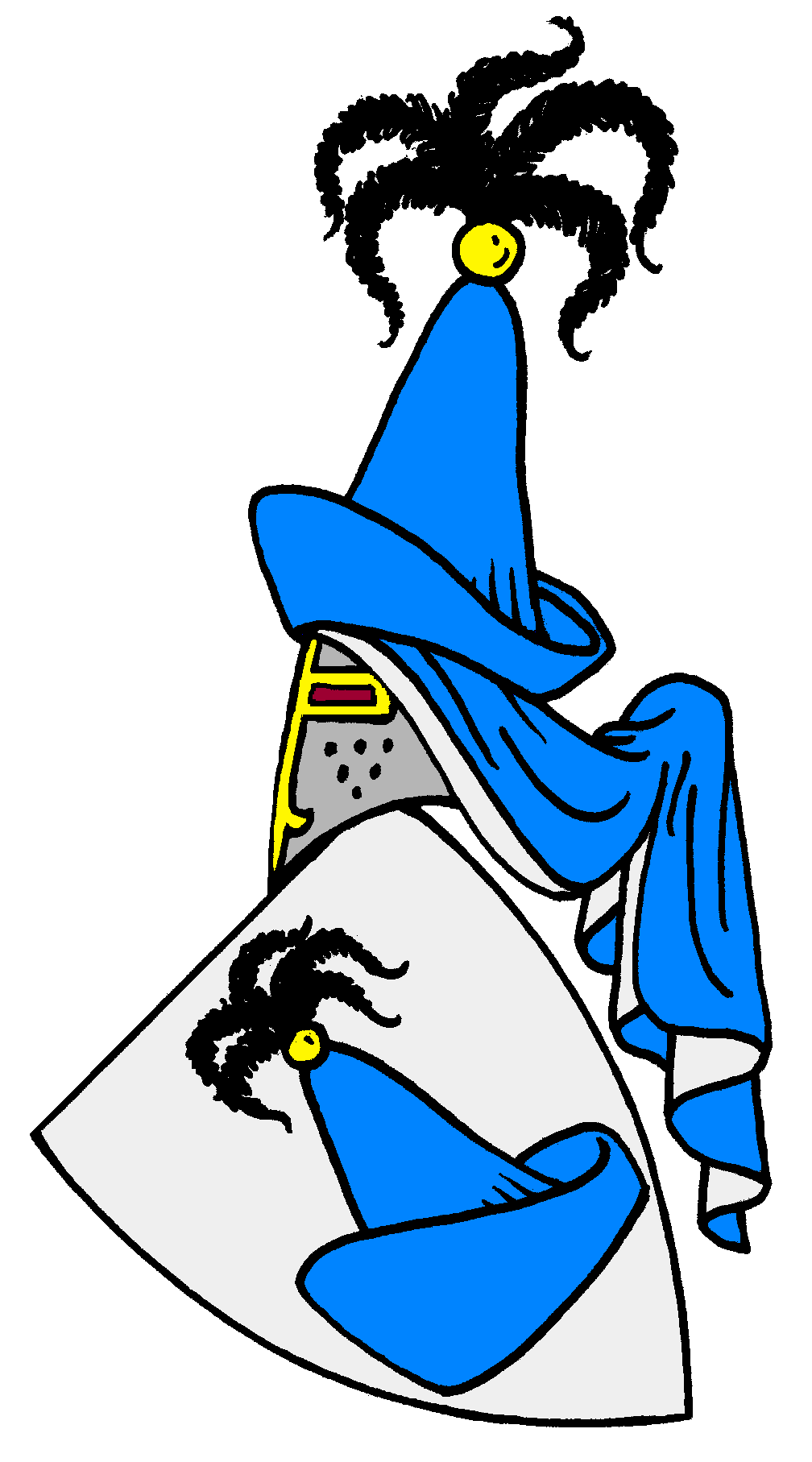
Stammwappen derer von Bodungen

Bodungen ist der Name eines zum Thüringer Uradel gehörenden Geschlechts mit dem Stammhaus in Großbodungen bei Worbis, das auch in Preußen sesshaft wurde.

## Geschichte
Die Hasenburg im Eichsfeld, auch Asenburg genannt, war im 11. Jahrhundert salisches Krongut. Spätestens im 12. Jahrhundert gab es im umliegenden Gebiet ein Geschlecht, das sich nach dieser Burg von Asseburg nannte. Nach der Zerstörung der Hasenburg im Jahr 1074 gehörte auch das nahe Großbodungen an der Bode den Grafen von Lohra, die ihre Güter durch Ministerialen verwalten ließen.:S. 30

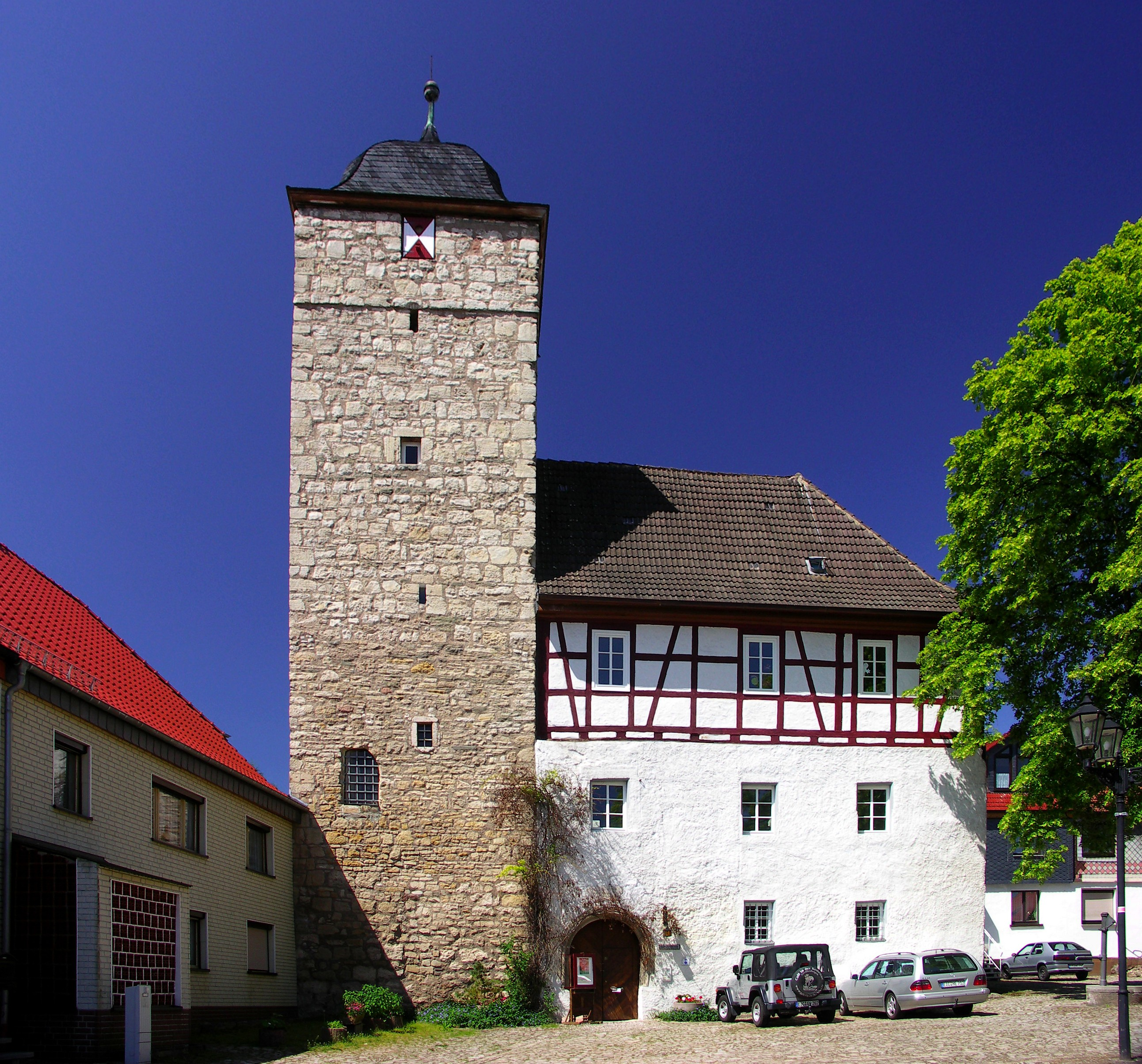
Burg Großbodungen

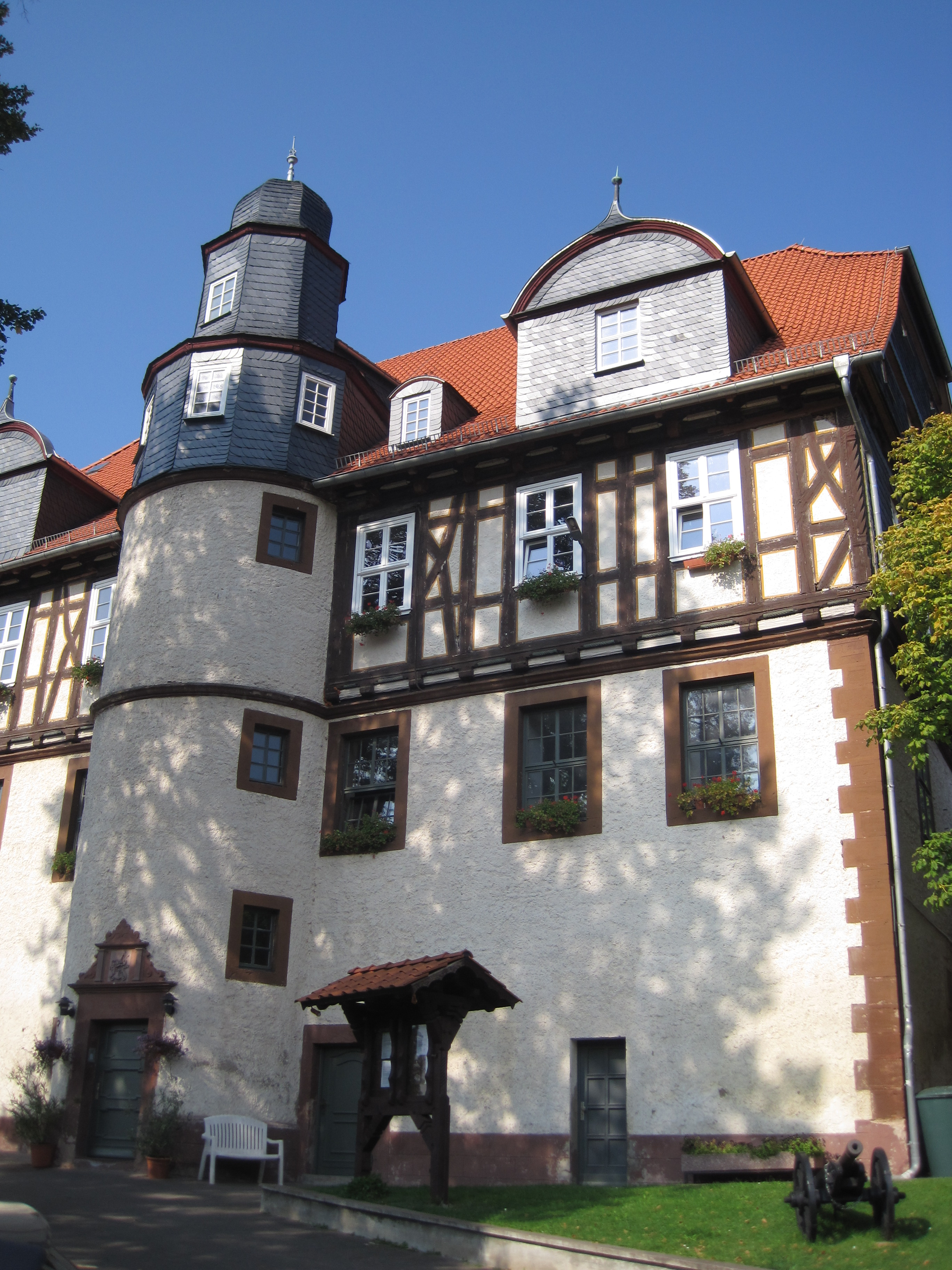
Schloss Martinfeld

Für ihren Ministerialdienst erhielten einige Mitglieder der Familie von Asseburg unter anderem das Dorf Großbodungen als Lehen, worauf sie sich noch im 12. Jahrhundert in dem Dorf niederließen und zum Ortsadelsgeschlecht derer von Bodungen wurden. Unter diesem Namen werden sie 1186 mit Herward von Bodungen urkundlich zuerst erwähnt, während die sichere Stammreihe mit Burchard von Bodungen, urkundlich 1209, beginnt. Herward saß als Lehnsmann der Grafen von Lohra auf der Wasserburg Großbodungen, als deren Erbauer die Herren von Bodungen gelten. Die Adelsfamilie stand zu diesem Zeitpunkt auch im Dienst weiterer Herren, wie den Grafen von Gleichenstein, den Herzögen von Braunschweig und später den Mainzer Kurfürsten. Spätestens 1417 gaben sie als Ministerialen der Mainzer Bischöfe die Burg und dazugehörige Lehen auf.
Martinfeld gehörte seit 1518 durch Kauf zum Familienbesitz. Ab 1611 bauten die von Bodungen den dortigen feudalen Hof zu einem Herrensitz im Stil der Renaissance, Schloss Martinfeld, um.:S. 15 Der kurmainzische Kammerherr Carl Wilhelm von Bodungen ließ 1763 erste Umbau- und Restaurierungsarbeiten am Schloss durchführen. Eine Inschrift am Schlossportal kündet davon.
Im 16. und 17. Jahrhundert sind Streitigkeiten um die Jagdgerechtigkeit derer von Bodungen im benachbarten Amt Gleichenstein und angrenzenden Dörfern erwähnt, unter anderem auch um den Vogelherd in Heuthen.
Im Hof- und Staats-Handbuch des Königreichs Westphalen von 1811 ist Anton von Bodungen (1761–1850), Herr auf Martinfeld, im Verzeichnis der im Jahr 1808 gewählten Mitglieder der Stände des Königreichs Westphalen mit dem Baronstitel aufgeführt; er war also im Freiherrenstand.
Letzter Eigentümer des Ritterguts Martinfeld war Burchard von Bodungen (1900–1976), Sohn des Werner von Bodungen. Er lebte nach dem Zweiten Weltkrieg und darauffolgender Enteignung im Zuge der Bodenreform im Jahre 1945 in Göttingen und war ab 1947 in der Zuckerrübenindustrie tätig.
Der landgräflich hessen-kasselsche Hauptmann Franz von Bodungen hatte mit Martha Nieboth geb. Lattermann den natürlichen Sohn Friedrich Wilhelm (von) Bodungen (1789–1856), Bürgermeister von Hannoversch Münden, Initiator und Förderer der dortigen Handwerker- und Gewerbeschule, einer der ersten im Königreich Hannover. Er war in erster Ehe mit der verwitweten Lea Hirsch verheiratet, die aus ihrer ersten Ehe mit dem aus Wöllmarshausen gebürtigen Kasseler Bankier Jakob Lazarus Reiss den Sohn Leser (1804–1863) in die Ehe brachte. Dieser wurde 1817 in Hannoversch Münden getauft, wobei Friedrich Wilhelm von Bodungen seinen Stiefsohn unter dem Namen Karl Friedrich Wilhelm (von) Bodungen adoptierte. Er studierte dann in Göttingen Medizin wurde dort 1827 zum Dr. med. promoviert. Um 1830 ging er nach Russland und stieg in St. Petersburg als Hofchirurg der Großfürstin Marija Nikolajewna und ihres Gatten Herzog Maximilian von Leuchtenberg zum kaiserlich russischen Hofrat auf.
Eine von Bürgermeister Friedrich Wilhelm von Bodungens Nachkommenslinien erhielt am 6. Mai 1910 durch „Allerhöchste Kabinettsorder“ in Wiesbaden den preußischen Adelsstand (für die Witwe und Kinder des kaiserlich deutschen Forstmeisters Ferdinand (von) Bodungen), das Diplom wurde im Neuen Palais bei Potsdam am 5. Dezember 1910 ausgehändigt. Diese Linie besaß das Vorwerk Eichwerder, das zum 1748 neu gegründeten Erbzinsgut Ferdinandstein im pommerschen Kreis Greifenhagen gehörte. Der völkische Politiker Fritz von Bodungen (1879–1943) führte nach diesem Vorwerk den Namen von Bodungen-Eichwerder.
Eugen Ferdinand von Bodungen (1857–1912) war nach Texas ausgewandert und heiratete dort 1878 Ida Burger (1859–1939), mit der er drei Söhne und vier Töchter hatte.

### Bodungen-Frederich
Der preußische Generalleutnant a. D. Richard von Bodungen (1857–1926), dessen Ehefrau in erster Ehe in die Familie Frederich eingeheiratet hatte, adoptierte 1923 den Kaufmann Hanns Frederich (1879–1941), Doktor der Staatswissenschaften und Mitinhaber der Hofweinhandlung Frederich in Lüneburg, unter dem Namen von Bodungen-Frederich. Hanns von Bodungen-Frederich war seit 1907 mit Isabella Freiin von Stengel (1884–1973) verheiratet. Aus der Ehe stammten Ruth von Bodungen-Frederich (1908–1999), verheiratete von Dewitz, und Hanns-Egon von Bodungen-Frederich (1910–1950), der unverheiratet blieb.

## Wappen

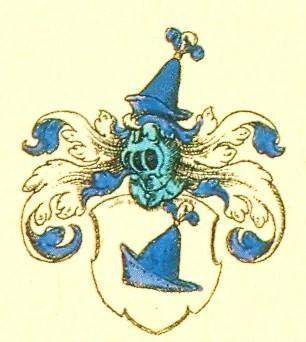
Wappen derer von Bodungen

In Silber ein oben mit einer goldenen Kugel und fünf schwarzen Hahnenfedern besteckter blauer Spitzhut. Auf dem Helm mit blau-silberner Decken ein Spitzhut wie im Schild. Im Siebmacher von 1605 sind statt der Hahnenfedern drei (blau, silbern, blau) Straußenfedern dargestellt. 
Das Wappen der 1910 geadelten Linie ist das Stammwappen mit den Hahnenfedern, allerdings der Schild blau und der Hut (ohne goldenen Knopf) silbern, als Beizeichen in seinem Aufschlag mit einem naturfarbenen Eichenbruch besteckt.
Die Siegelwappen bis etwa 1300 zeigen auch schräg verlaufende Rauten, wie es bei Burchhard von Badungen im Jahr 1304 in einer Urkunde verwendet wurde. Dieses Rautenwappen deutet auf eine verwandtschaftliche Beziehung zu den bei Mühlhausen ansässigen Adelsgeschlechtern von Ammern, Weidensee, Lengefeld und Schierbrand.

## Bekannte Familienmitglieder
- Burchard de Asseburg (1154)[23] und sein Sohn Herward von Badungen (1186?), als Zeuge auf dem Rusteberg[24]
- Burchard von Bodungen, Lehnsmann der Grafen von Lohra (1209) und Burgmann in Hagen (1273)
- Tile von Bodungen, Burgmann auf Burg Scharfenstein (1361) und Amtmann in Gieboldehausen (1373)[25]
- Hertwig von Bodungen (14. Jahrhundert), Propst von Kloster Anrode (um 1340–1359)
- Heinrich von Bodungen, Amtsvogt auf Burg Gleichenstein (1464)[26]
- Burchard von Bodungen (1527–1592), Amtsvogt in Gieboldehausen (ca. 1574–1592)[27]
- Georg von Bodungen (1572–1655), fürstlich-braunschweig-lüneburgischer Hofmarschall
- Anton von Bodungen (1761–1850), Herr auf Martinfeld, Mitglied der Reichsstände des Königreichs Westphalen, Landrat im Oberkreis Eichsfeld
- Bodo von Bodungen, Leiter des Leibniz-Instituts für Ostseeforschung
- Ferdinand von Bodungen, kaiserlich deutscher Forstmeister in Elsaß-Lothringen, forstwirtschaftlicher Autor[28]
- Friedrich Wilhelm von Bodungen (Politiker, 1789) (1789–1856), Bürgermeister von Hannoversch Münden
- Friedrich Wilhelm von Bodungen (Politiker, 1879) (Fritz von Bodungen; 1879–1943), Politiker, Wanderredner des Tannenbergbundes
- Karl Friedrich Wilhelm von Bodungen (1804–1863), kaiserlich russischer Hofrat, Hofchirurg der Großfürstin Marija Nikolajewna und ihres Gatten Herzog Maximilian von Leuchtenberg
- Richard von Bodungen (1857–1926), preußischer Generalleutnant[29]